# Gyrinus marinus
Gyrinus marinus е насекомо от разред Твърдокрили (Coleoptera), семейство Gyrinidae.
Видър е Евро-сибирски. Намира се в Австрия, Беларус, Белгия, Босна и Херцеговина, Великобритания, Германия, Дания, Естония, Италия, Китай, Латвия, Литва, Нидерландия, Норвегия, Полша, Русия, Словакия, Украйна, Финландия, Франция, Хърватия, Швейцария, Швеция, Чехия и бивша Югославия. Няма подвидове.

## Описание
Този насекомо предпочита крайбрежната зона на големи водни басейни, понякога се намери в бавно течащи води.